# Città di Caltanissetta 2016
Il Città di Caltanissetta 2016 è stato un torneo di tennis facente parte della categoria ATP Challenger Tour nell'ambito dell'ATP Challenger Tour 2016. È stata la 17ª edizione del torneo che si è giocata a Caltanissetta in Italia dal 4 al 12 giugno 2016 su campi in terra rossa e aveva un montepremi di 106 500 € +H.

## Partecipanti singolare

### Teste di serie
| Nazionalità | Giocatore            | Ranking* | Testa di serie |
| ----------- | -------------------- | -------- | -------------- |
| Italia      | Paolo Lorenzi        | 54       | 1              |
| Argentina   | Fancudo Bagnis       | 99       | 2              |
| Svezia      | Elias Ymer           | 118      | 3              |
| Paesi Bassi | Thiemo de Bakker     | 120      | 4              |
| Colombia    | Santiago Giraldo     | 122      | 5              |
| Colombia    | Alejandro González   | 142      | 6              |
| Spagna      | Daniel Gimeno Traver | 160      | 7              |
| Serbia      | Peđa Krstin          | 168      | 8              |

- Ranking al 30 maggio 2016.

### Altri partecipanti
Giocatori che hanno ricevuto una wild card:
- Matteo Donati
- Omar Giacalone
- Paolo Lorenzi
- Gianluigi Quinzi

Giocatori che sono passati con la protected ranking
- Julian Reister

Giocatori che sono passati dalle qualificazioni:
- Filip Horanský
- Nicolás Jarry
- Antonio Massara
- Sumit Nagal